# St. Johannes Evangelist (Gürzenich)

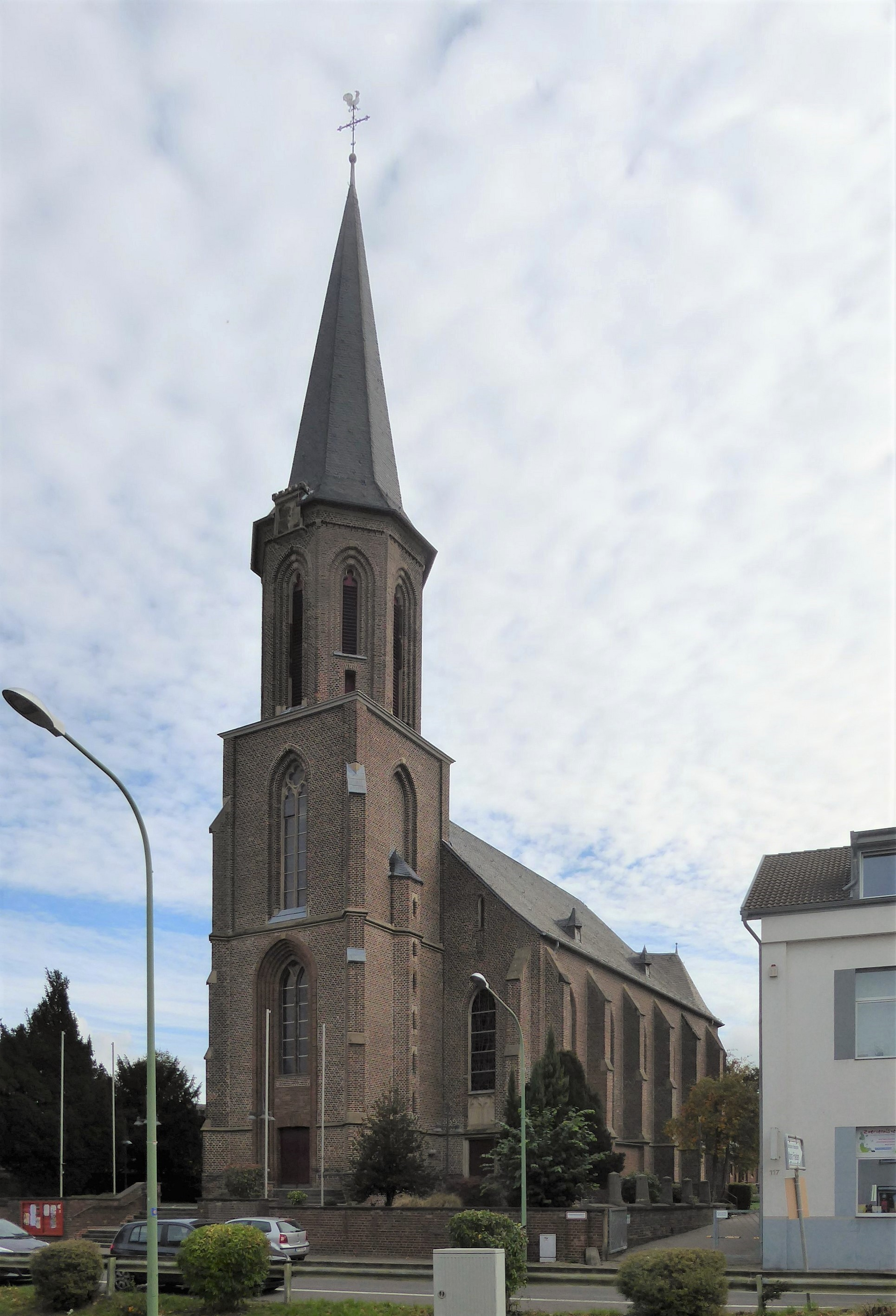
Die Kirche St. Johannes Evangelist

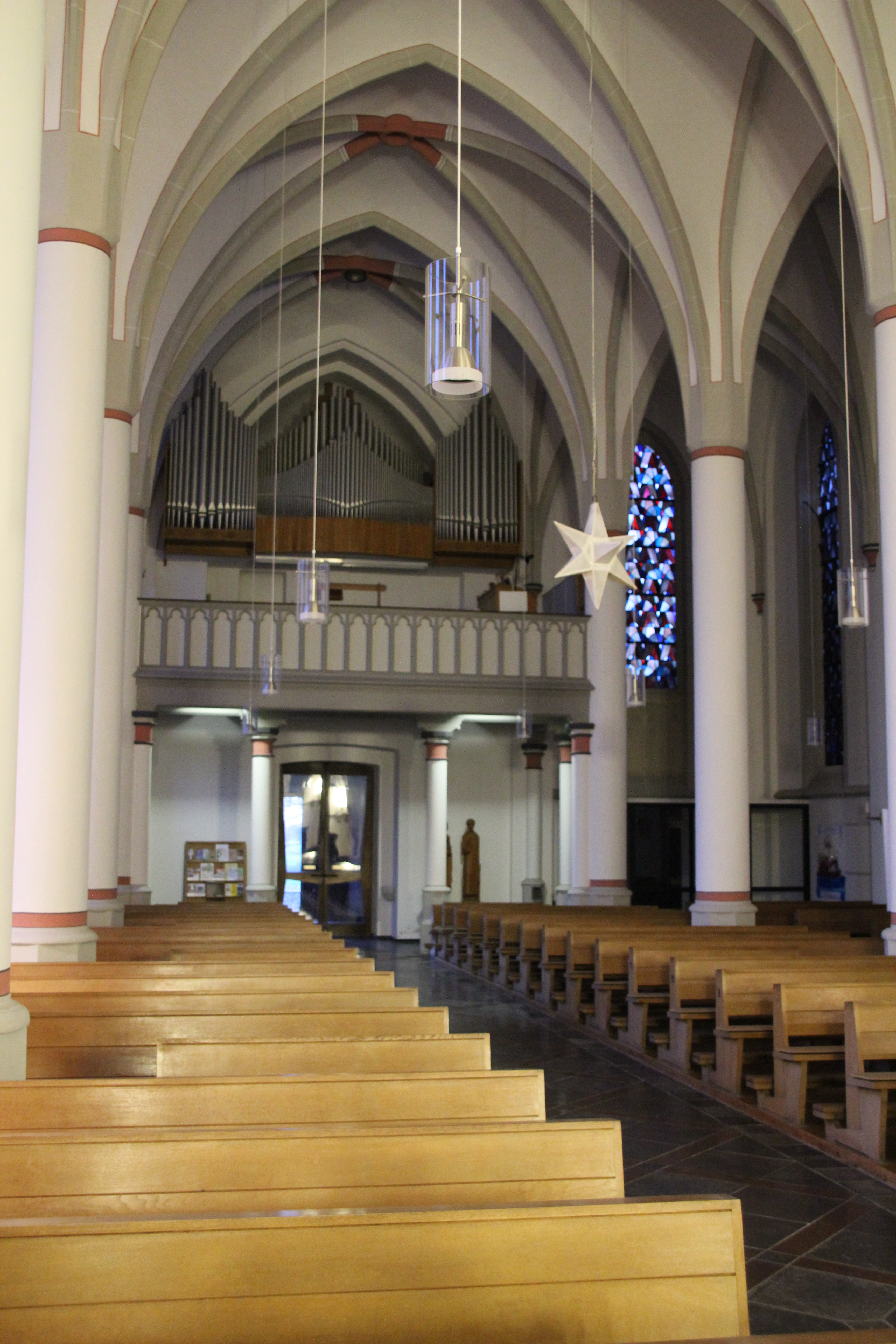
Blick zur Orgel

St. Johannes Evangelist ist eine römisch-katholische Pfarrkirche im Dürener Stadtteil Gürzenich im Kreis Düren, Nordrhein-Westfalen.
Das Kirchengebäude ist unter Nummer 6/11 in die Liste der Baudenkmäler in Düren eingetragen und dem hl. Evangelisten Johannes geweiht.

## Geschichte
Eine Kirche in Gürzenich wurde erstmals schriftlich im Liber valoris aus dem Jahr 1308 erwähnt, vermutlich hat es aber schon wesentlich früher eine Kirche in Gürzenich gegeben. Zu dieser Zeit war der Ort auch schon eigenständige Pfarrei. Zunächst besaßen die Ritter von Echtz das Kollationsrecht. 1359 wurde die Kirche dem Wilhelmiten-Kloster Zum Paradies in Düren inkorporiert. Nach der Zerstörung des Klosters im Jahre 1543 traten die Schellarts, eine Gürzenicher Familie, als Patronatsherren auf.

## Baugeschichte
Bei der im Jahr 1308 erwähnten Pfarrkirche handelte es sich um einen einfachen romanischen Saalbau. 1575 erhielt die Kirche einen neuen Turm, 30 Jahre später wurde ein Chor angebaut. 1729 schenkte Wilhelm von Schellart der Kirche einen neuen Hauptaltar. 1806 wurde ein Anbau an die Kirche angefügt. Mitte des 19. Jahrhunderts wurde die Kirche zu klein und außerdem baufällig, sodass der Bau der heutigen Pfarrkirche beschlossen wurde. 
Der Grundstein der heutigen Pfarrkirche wurde am 5. September 1856 gelegt. Zwei Jahre später war die neue Kirche fertiggestellt, sodass 1858 die alte, romanisch-gotische Kirche abgerissen wurde. Diese Vorgängerkirche befand sich auf dem Alten Friedhof ungefähr dort, wo heute das Kriegerdenkmal steht. Die feierliche Kirchweihe und Konsekration nahm der Kölner Weihbischof Johann Anton Friedrich Baudri am 7. Oktober 1860 vor. Die Pläne zum Bau der Pfarrkirche stammen aus den Händen des späteren Kölner Diözesanbaumeisters Vincenz Statz.
In den 1920er oder 1930er Jahren wurde der Turm baulich verändert, indem man die Balustrade des vierten Geschosses und die vier Fialtürmchen entfernte. Im Zweiten Weltkrieg wurde die Kirche stark beschädigt. Insbesondere die Südseite des Langhauses sowie der Turm waren betroffen. So wurden sämtliche Maßwerke der Fenster auf der Südseite zerstört und das Hauptportal im Turm. Nach dem Krieg wurde das Hauptportal verändert wieder aufgebaut, auf einen Einbau neuer Maßwerke der Fenster in der Südseite verzichtete man.

## Baubeschreibung

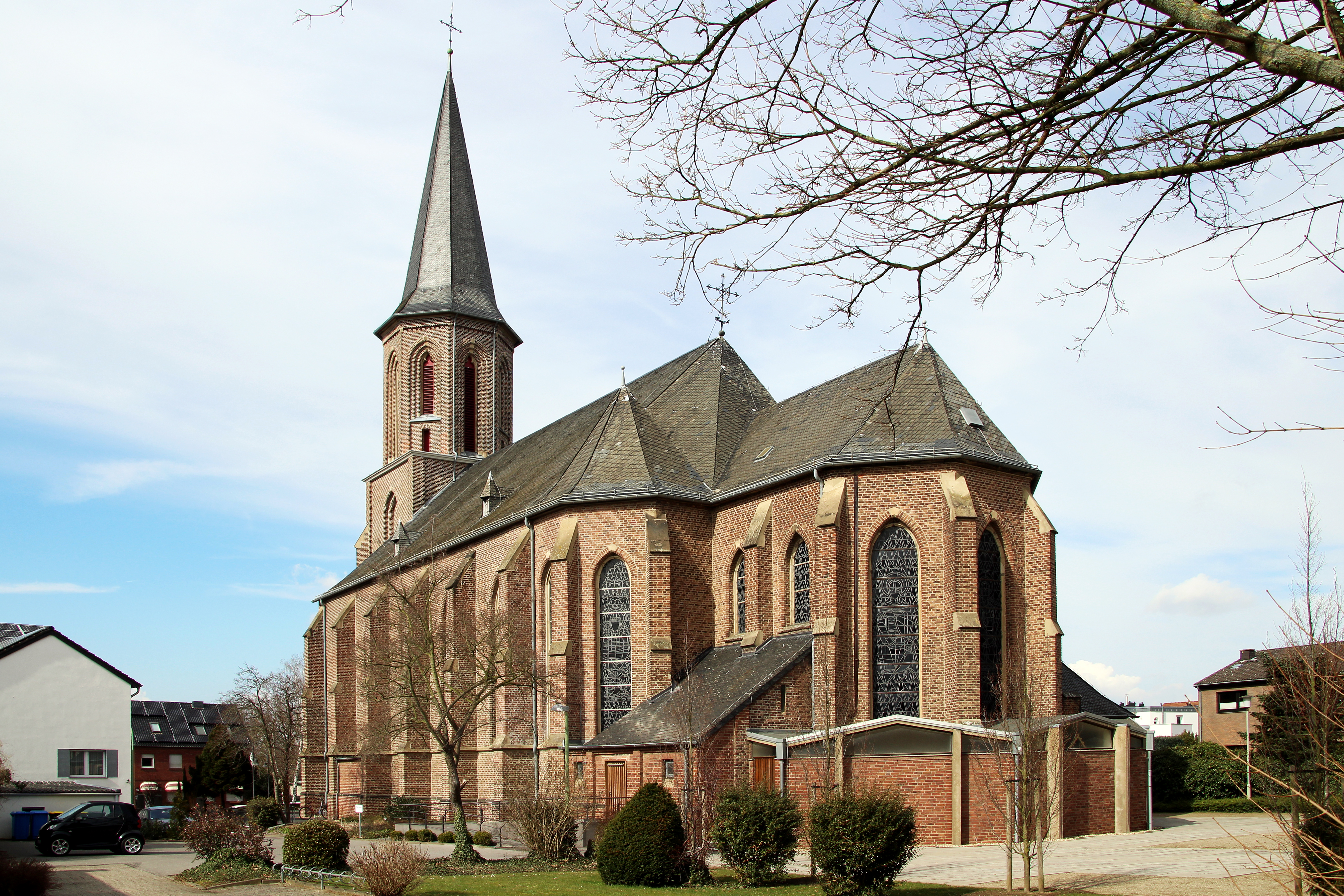
Ansicht von Osten

St. Johannes Evangelist ist eine dreischiffige Hallenkirche aus Backsteinen im Stil der Neugotik. Das Langhaus besteht aus sechs Jochen. Daran schließt sich der einjochige und fünfseitig geschlossene Chor an. Im Westen ist dem Langhaus der viergeschossige Glockenturm vorgebaut. Während die unteren drei Geschosse quadratisch sind, ist das obere Geschoss, in dem auch die Glocken hängen, achteckig und wird von einer achtseitigen Turmhaube bekrönt. Aufgrund der Entfernung von Balustrade und Fialtürmchen um das vierte Geschoss wirkt der Übergang zwischen Quadrat und Achteck (vom 3. zum 4. Geschoss) recht hart. Das Langhaus wird von Kreuzrippen- und der Chor von Sterngewölben überwölbt.

## Ausstattung
Besonders zu erwähnen ist der Triptychon-Altar, eine niederländische Arbeit aus dem Jahre 1520, welcher aus der alten Kirche übernommen wurde. Die neugotische Ausstattung wurde 1955 fast vollständig entfernt, sodass die heutige Ausstattung modern ist. Die Fenster sind Werke von Johannes Beeck aus dem Jahr 1955. Während die Fenster im Schiff Ornamente zeigen, stellen die Fenster im Chor Maria, Christus als Weltenrichter, Johannes den Evangelisten und Hubertus von Lüttich dar.

## Orgel
Die Orgel ist ein Werk der Orgelbaufirma Karl Kamp aus Aachen aus dem Jahr 1951 und verfügt über 22 Register. Sie ersetzt die im Krieg zerstörte Vorgängerorgel. Das Instrument wurde 1977 durch Orgelbaumeister Peter Berretz aus Eschweiler renoviert und leicht verändert.
| I Hauptwerk C–g3 |       |
| Quintadena       | 16′   |
| Prinzipal        | 8′    |
| Holzflöte        | 8′    |
| Oktave           | 4′    |
| Koppelflöte      | 4′    |
| Nachthorn        | 2′    |
| Mixtur IV        | 1 ⁄3′ |
| Trompete         | 8′    |

| II Nebenwerk C–g3 |       |
| Rohrflöte         | 8′    |
| Holzgedackt       | 8′    |
| Prinzipal         | 4′    |
| Blockflöte        | 4′    |
| Oktave            | 2′    |
| Sesquialter II    | 2 ⁄3′ |
| Zimbel III        |       |
| Krummhorn         | 8′    |
| Tremolo           |       |

| Pedal C–f1     |     |
| Untersatz      | 16′ |
| Oktavbass      | 8′  |
| Grobgedackt    | 8′  |
| Choralflöte    | 4′  |
| Hintersatz III |     |
| Posaune        | 16′ |

- Koppeln: II/I, I/P, II/P
- Spielhilfen: Handregistratur, Freie Kombination 1, Freie Kombination 2, Tutti, Walze

## Glocken
Im Turm befindet sich ein fünfstimmiges Geläut aus Bronze-Glocken. Im Turm befinden sich noch zwei wertvolle historische Glocken von Sifart Duisterwalt aus den beiden Jahren 1445 und 1446, welche aus dem Turm der Vorgängerkirche übernommen wurden. Die restlichen drei Glocken wurden in der Glockengießerei Mabilon in Saarburg in den 1950er Jahren gegossen.
| Nr. | Name           | Durchmesser (mm) | Masse (kg, ca.) | Schlagton (HT-1/16) | Gießer                                               | Gussjahr |
| 1   | Hubertus       | 1.350            | 1.350           | es1 -2              | Wolfgang Hausen-Mabilon; Fa. Mabilon & Co., Saarburg | 1958     |
| 2   | Große Maria    | 1.120            | 850             | f1 -4               | Sifart Duisterwalt, Köln                             | 1445     |
| 3   | Mittlere Maria | 985              | 650             | as1 -5              | Sifart Duisterwalt, Köln                             | 1446     |
| 4   | Kleine Maria   | 880              | 400             | b1 -4               | Wolfgang Hausen-Mabilon; Fa. Mabilon & Co., Saarburg | 1956     |
| 5   | Barbara        | 710              | 230             | des2 -3             | Wolfgang Hausen-Mabilon; Fa. Mabilon & Co., Saarburg | 1957     |

Motiv: Idealquartett

## Pfarrer
Folgende Priester waren bislang Pfarrer an St. Johannes Evangelist:
| von – bis | Name                   |
| --------- | ---------------------- |
| –1329     | Jordan de Egze         |
| –1358     | Johann von Gürtzenich  |
| –1496     | Lodewych Cruder        |
| –1636     | Werner Müller          |
| 1687–1688 | Peter Randerath        |
| 1688–1698 | Martin Koch            |
| 1698–1717 | Johann Adam Koch       |
| 1717–1739 | Johann Wilhelm Fuckard |
| 1739–1776 | Johann Pütz            |
| 1776–1801 | Ludwig Parren          |
| 1801–1824 | Theodor Boddem         |
| 1824–1839 | Johannes Wolters       |

| von – bis | Name                  |
| --------- | --------------------- |
| 1839–1855 | Franz Joseph Quitter  |
| 1855–1895 | Peter Joseph Zander   |
| 1895–1916 | Josef Eschweiler      |
| 1917–1930 | Paul Hecker           |
| 1930–1952 | Robert Pütz           |
| 1952–1962 | Felix Kaufmann        |
| 1962–1966 | Gerhard Lieben        |
| 1967–1970 | Heinrich Dentel       |
| 1971–1998 | Heinrich Gasper       |
| 1998–2011 | Frank Michael Mertens |
| Seit 2011 | Hans Tings            |